# Raman Sundrum
Raman Sundrum (* 1964 in Madras)  ist ein indisch-US-amerikanischer theoretischer Physiker.

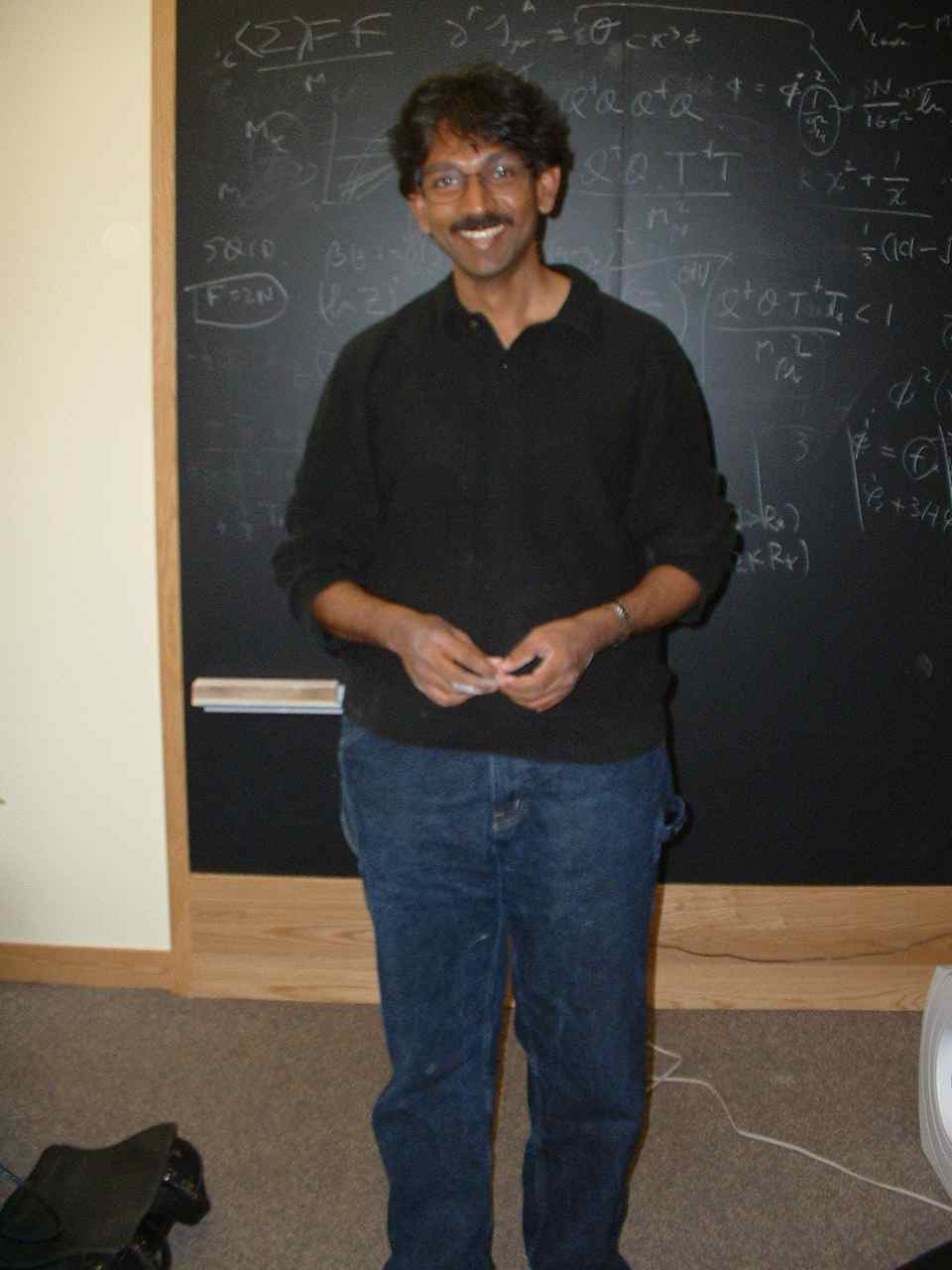
Raman Sundrum in Harvard 2003

## Leben
Sundrum zog mit seiner Familie 1965 in die USA, 1970 zurück nach Indien und 1973 nach Canberra. Er studierte an der University of Sydney mit dem Bachelor-Abschluss 1984 und wurde 1990 bei Lawrence Krauss an der Yale University promoviert (Theoretical and Phenomenological Aspects of Effective Gauge Theories). Als Post-Doktorand war er 1990 bis 1993 an der University of California, Berkeley, 1993 bis 1996 an der Harvard University und 1996 bis 1999 an der Boston University. Er war ab 2000 Associate Professor und ab 2001 Professor an der Johns Hopkins University (ab 2006 Alumni Centennial Chair) und ist seit 2010 Professor an der University of Maryland, wo er Distinguished Professor ist (ab 2012 John S. Toll Chair) und seit 2012 Direktor des Maryland Center for Fundamental Physics.
Er ist bekannt für teilchenphysikalische Modelle mit kleinen Extra-Dimensionen mit Lisa Randall, veröffentlicht in Physical Review Letters 1999 (Randall-Sundrum-Modell). Die Zusammenarbeit der beiden fand statt, als Sundrum an der Boston University war (und schon ein Abwandern in die Finanzindustrie überlegte) und Randall in Harvard war. Beide kannten sich von Sundrums vorherigem Post-Doc Aufenthalt in Harvard, wo sie zusammengearbeitet hatten. Die Arbeiten zählten Anfang der 2000er Jahre zu den meistzitierten Veröffentlichungen in der Physik. Er schlug auch mit Randall dynamischen Bruch der Supersymmetrie durch Anomalien vor.
2003 wurde er Fellow der American Physical Society, die ihm für 2019 ihren Sakurai-Preis zusprach. 2011 wurde er Fellow der American Association for the Advancement of Science.

## Schriften
- mit Lisa Randall: Large Mass Hierarchy from a Small Extra Dimension, Physical Review Letters 83, 1999, S. 3370–3373, Arxiv
- mit Lisa Randall: An alternative to compactification, Phys.Rev.Lett. 83, 1999, S. 4690–4693, Arxiv
- SUSY Splits, But Then Returns, JHEP 1101, 062, 2011, Arxiv
- mit Lisa Randall: Out of this world supersymmetry breaking, Nucl.Phys.B, 557, 1999, S. 79–118, Arxiv
- mit Christopher Brust, Andrey  Katz, Scott Lawrence: SUSY, the Third Generation and the LHC, JHEP 1203, 103 (2012), Arxiv
- mit Andrey Katz: Breaking the Dark Force, JHEP 0906, 003 (2009), Arxiv
- mit Shamit Kachru, L. McAllister: Sequestering in string theory, JHEP 0710, 013 (2007), Arxiv
- Fat gravitons, the cosmological constant and sub-millimeter tests, Phys. Rev. D 69, 044014 (2004), Arxiv
- Kaustubh Agashe, Antonio Delgado, Michael J. May: RS1, custodial isospin and precision tests, JHEP 0308, 050 (2003), Arxiv
- TASI 2004 Lectures: To the Fifth Dimension and Back
- mit Nima Arkani-Hamed, Savas Dimopoulos, Nemanja Kaloper: A Small Cosmological Constant from a Large Extra Dimension, Phys. Lett. B, 480, 2000, 193–199, Arxiv